# بيرالاهي
جزيرة بيرالاهي في جمهورية أذربيجان وهي من أهم جزر بحر قزوين وتقع بالقرب من الطرف الشمالي لشبه جزيرة آبشوران. يبلغ طول الجزيرة حوالي 11 كلم ويبلغ أقصى عرض لها 4 كلم وتتبع الجزيرة إدارياً لمنطقة مدينة باكو عاصمة جمهورية أذربيجان. يوجد في الجزء الشمالي من الجزيرة احتياطات جيدة من النفط.
تعتبر بيرالاهي من أوائل المناطق التي اكتشف فيها النفط في جمهورية أذربيجان ومنذ عام 1820 م تم تقسيم الجزيرة إلى قسمين قسم مخصص للسكن وقسم مخصص للأعمال المرتبطة بصناعة استخراج النفط.

## وصلات خارجية
- Great Soviet Encyclopedia entry[وصلة مكسورة]
- Weather reports for Pirallahı Island
- Travel